# Taishi Tsunada
Taishi Tsunada (綱田 大志 Tsunada Taishi?), född 5 april 1984 i Nagasaki prefektur, är en japansk fotbollsspelare.
Tsunada började sin karriär 2007 i Kamatamare Sanuki. Han spelade 171 ligamatcher för klubben.